# Az ózon világnapja

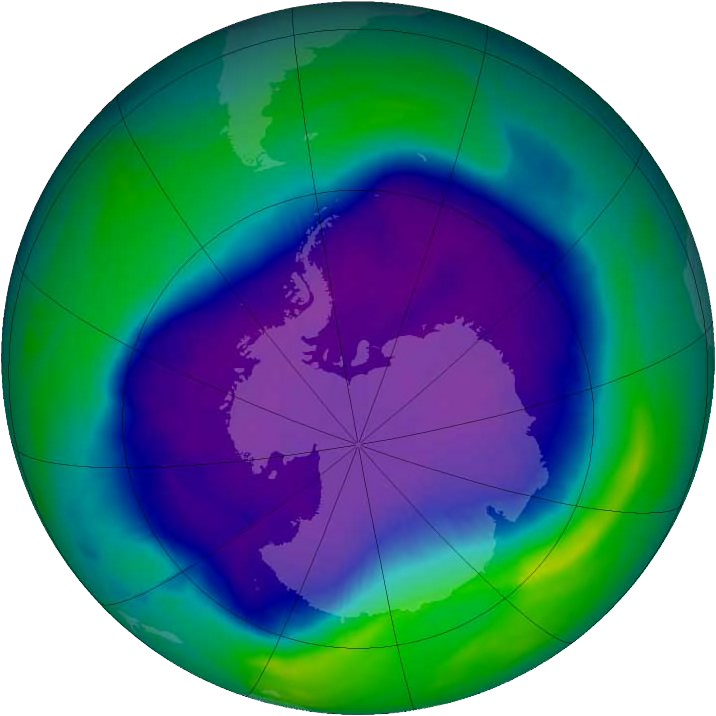
A legnagyobb antarktiszi ózonlyuk 2006 szeptemberében

1987. szeptember 16-án 46 ország írta alá a sztratoszférikus ózonréteg védelmét szolgáló montreali jegyzőkönyvet. Mára több mint 189 ország csatlakozott hozzá, köztük Magyarország 1989-ben, ez volt az első olyan globális környezetvédelmi megállapodás, amely igazán sikeresnek mondható.
Az egyezmény értelmében a csatlakozó országok vállalták, hogy megszüntetik a magas légköri ózont lebontó klórozott vegyületek gyártását, kereskedelmét, és használatát. A Jegyzőkönyvet aláírók minden év szeptemberében tartják éves találkozójukat, amelyen igyekeznek minél több olyan intézkedést hozni, mely az ózonréteg eredeti állapotának gyors visszaállítását segíti elő.
Eddigi konferenciák:
- 1989 - Helsinki
- 1990 - London
- 1991 - Nairobi
- 1992 - Koppenhága
- 1993 - Bangkok
- 1995 - Bécs
- 1997 - Montréal
- 1999 - Peking

## Eredmények

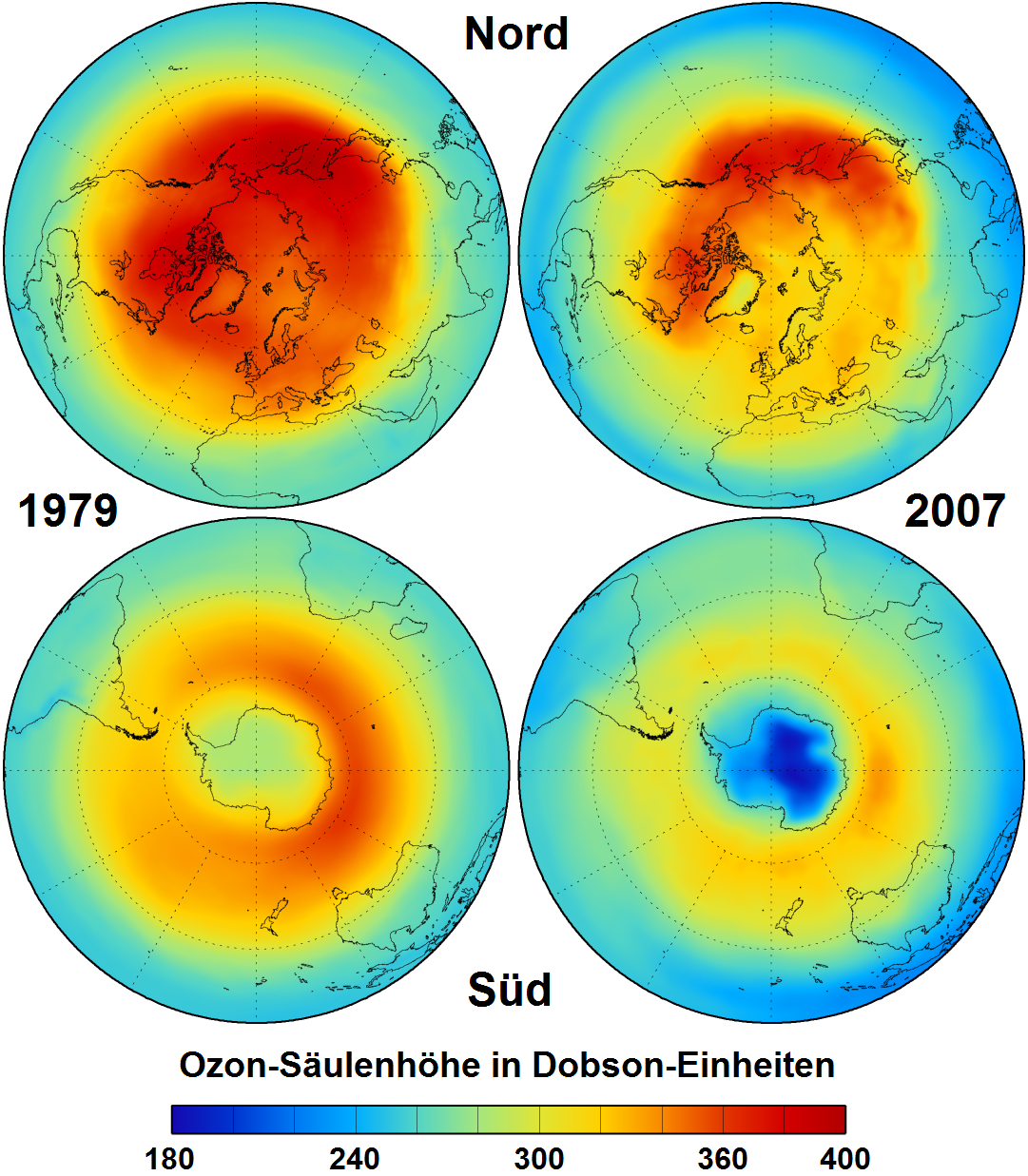
Az ózonlyuk méretének változása 1979 és 2007 között

Az elmúlt húsz évben több előrelépés is történt az ózonréteg pusztulásának megakadályozására:
- 1978. január 23-án Svédországban betiltották az aeroszol spray-k használatát.
- 1993. július 1-jétől tilos a CFC alkalmazása aeroszolos hajtógázként, valamint merev polisztirolhabok előállítására
- 1996-tól a CFC alkalmazása, felhasználása tilos.
- Magyarországon 2002. január 1-jétől szigorúbb szabályok vonatkoznak az ózont károsító anyagok használatának korlátozására

Az alábbi táblázat az ipari és az iparosodó országokban használt ózoncsökkentő gázok betiltásának időpontját mutatja. Az első adat a felhasználás befagyasztásának időpontja, a második pedig azt mutatja, hogy mikortól lépett érvénybe az adott anyag felhasználásának teljes tilalma.
| Ózoncsökkentő anyag                          | Ipari országok | Iparosodó országok |
| -------------------------------------------- | -------------- | ------------------ |
| halon                                        | 1992/1994      | 2002/2010          |
| klórozott és fluorozott szénhidrogének (CFC) | - /1996        | - /2010            |
| szén-tetraklorid (CCl4)                      | - /1996        | - /2010            |
| metil-kloroform                              | 1993/1996      | 2003/2015          |
| metil-bromid                                 | 1995/2005      | 2002/2015          |
| hidrokloro-fluorokarbonok (HCFC)             | 1996/2030      | 2016/2040          |